# 稜鱗
稜鱗（ぜいご）是日本歌手鈴木常吉的第2張專輯。鈴木常吉解釋：「稜鱗」指的是竹筴魚皮外堅硬如骨頭的鱗片，有點像是人類的皮膚外長了骨頭那感覺，因為很好奇怎麼會長出這樣的東西，所以用來當成專輯名稱。
本專輯的歌曲，均有作為日劇《深夜食堂》的主題曲、插曲與背景音樂。

## 收錄曲
1. 疫病の神（疫病之神）
日劇「深夜食堂」插曲
2. アイオー夜曲（哀歐夜曲）
前奏部分為日劇「深夜食堂」背景音樂
3. くぬぎ（麻櫟）
前奏部分為日劇「深夜食堂」背景音樂
4. アカヒゲ（紅鬍子）
前奏部分為日劇「深夜食堂」背景音樂
5. サマータイム（Summer Time）
音樂版為日劇「深夜食堂」背景音樂
6. ワーリー・ブルース（Worry Blues）
音樂版為日劇「深夜食堂」背景音樂
7. 目が覚めた（清醒了）
前奏部分為日劇「深夜食堂」背景音樂
8. 石（石）
日劇「深夜食堂」插曲
9. 藪（藪）
音樂版為日劇「深夜食堂」背景音樂
10. ミノ君（美野君）
音樂版為日劇「深夜食堂」背景音樂
11. 煙草のめのめ（香煙裊裊）
音樂版為日劇「深夜食堂」背景音樂
12. 父のワルツ（父親的華爾滋）
日劇「深夜食堂」插曲
13. 思ひで（回憶）
日劇「深夜食堂」片頭曲
14. お茶碗（茶碗）
日劇「深夜食堂」背景音樂

## 資料來源
1. ↑  dato. . HINOTER映樂誌. 2012年8月, 49  [2014-06-16]. （原始内容存档于2014-07-15）.

## 外部連結
- 映象唱片-專輯介紹
- 稜鱗-KKBOX介紹